# Christmas Kisses
Christmas Kisses ist die erste EP der US-amerikanischen Sängerin Ariana Grande. Sie wurde am 13. Dezember 2013 unter dem Label Republic Records veröffentlicht. Die EP enthält zwei Coverversionen und zwei Eigenkompositionen. Am 3. Dezember 2014 erschien die japanische Reissue-Version der EP, die zusätzlich die neue Eigenkomposition Santa Tell Me umfasst.

## Hintergrund
Am 6. November 2013 kündigte Grande auf Twitter an, dass sie vor Weihnachten jede Woche neue Musik veröffentlichen werde. Zuerst wurde eine Coverversion von Wham!s Last Christmas am 19. November 2013 veröffentlicht, für die Grande positive Kritiken erhielt. In der darauffolgenden Woche erschien die Eigenkomposition Love Is Everything und es wurde bekannt gegeben, dass eine EP mit den Liedern erscheinen wird. Im Dezember folgten die Eigenkomposition Snow in California sowie eine Coverversion von Santa Baby mit Liz Gillies.
Im November 2014 kündigte Grande an, dass sie eine Special Edition der EP exklusiv in Japan veröffentlichen werde. Die Special Edition beinhaltet die Eigenkomposition Santa Tell Me, welche am 24. November 2014 als fünfte und letzte Single von Christmas Kisses erschien. Die Single erreichte zuletzt im Jahr 2020 mit Platz 17 eine neue Höchstposition in den Billboard Hot 100.
Am 3. Dezember 2014 erschien die japanische Special Edition von Christmas Kisses als CD und am 5. Dezember 2014 als Download. Die EP erreichte Platz 25 in den Oricon Albums Charts.

## Liveauftritte
Vor der Veröffentlichung der EP trat Grande bereits mehrfach mit den neuen Liedern auf, unter anderem bei der 87. jährlichen Macy’s Thanksgiving Day Parade, NBCs Liveübertragung der Beleuchtung des Rockefeller Center Christmas Tree sowie beim KIIS-FM Jingle Ball in Los Angeles und bei Z100's Jingle Ball in New York City.

## Titelliste
| 1 | Last Christmas                     | George Michael                                                                        | 3:23 |
| 2 | Love Is Everything                 | Antonio Dixon, Kenneth "Babyface" Edmonds, Leon Thomas III, Khristopher Riddick-Tynes | 3:33 |
| 3 | Snow in California                 | Antonio Dixon, Kenneth "Babyface" Edmonds, Leon Thomas III, Khristopher Riddick-Tynes | 3:27 |
| 4 | Santa Baby (feat. Liz Gillies)     | Joan Javits, Philip Springer, Tony Springer                                           | 2:51 |
|   | Japanische Special Reissue Edition |                                                                                       |      |
| 5 | Santa Tell Me                      | Ariana Grande, Savan Kotecha, Ilya Salmanzadeh                                        | 3:24 |

## Verkäufe
| Land/Region               | Auszeichnungen für Musikverkäufe (Land/Region, Auszeichnung, Verkäufe) | Verkäufe |
| ------------------------- | ---------------------------------------------------------------------- | -------- |
| Vereinigte Staaten (RIAA) | —                                                                      | 16.000   |
| Insgesamt                 | —                                                                      | 16.000   |

Hauptartikel: Ariana Grande/Auszeichnungen für Musikverkäufe